# 勞姆
勞姆（英語：Raum），为所羅門七十二柱魔神中排第40位的魔神，位阶伯爵，统帅30个军团，別名「萊姆」（Raim）。是隻乌鸦，能夠破壞城市。相傳許多書中都有提到祂原本是座天使墮天之後變成的惡魔。